# Équipe de Belgique espoirs de cyclisme sur route
L'équipe de Belgique espoirs de cyclisme sur route est l'équipe nationale des moins de 23 ans de cyclisme sur route. La sélection représente la Belgique aux championnats du monde sur route espoirs. Elle participe également aux épreuves espoirs de l'UCI Coupe des Nations U23 qui regroupent des courses d'un jour, par étapes et des championnats de cyclisme continentaux. 

## Sélectionneurs
- 2006-2017 : Jean-Pierre Dubois
- 2018 : Kevin De Weert
- 2019-2024 : Sven Vanthourenhout
- 2025- : Serge Pauwels

## Palmarès

### Championnats du monde espoirs
| Édition | Médaille | Coureur            | Épreuve                  |
| ------- | -------- | ------------------ | ------------------------ |
| 2003    | Argent   | Johan Vansummeren  | Course en ligne espoirs  |
| 2006    | Or       | Dominique Cornu    | Contre-la-montre espoirs |
| 2012    | Bronze   | Tom Van Asbroeck   | Course en ligne espoirs  |
| 2018    | Argent   | Brent Van Moer     | Contre-la-montre espoirs |
| 2021    | Bronze   | Florian Vermeersch | Contre-la-montre espoirs |
| 2022    | Argent   | Alec Segaert       | Contre-la-montre espoirs |
| 2023    | Argent   | Alec Segaert       | Contre-la-montre espoirs |
| 2024    | Bronze   | Alec Segaert       | Course en ligne espoirs  |

### Coupe des nations espoirs
| Édition | Classement | Victoires | Détail |
| ------- | ---------- | --------- | --- |
| 2007    | 10e        |           | |
| 2008    | 4e         | 1         | Tour de l'Avenir (Jan Bakelants) |
| 2009    | 8e         | 1         | Tour des Flandres espoirs (Jan Ghyselinck) |
| 2010    | 10e        |           | |
| 2011    | 5e         |           | |
| 2012    | 2e         | 1         | Tour des Flandres espoirs (Kenneth Vanbilsen) |
| 2013    | 5e         | 1         | Championnat d'Europe sur route espoirs (Sean De Bie) |
| 2014    | 1re        | 1         | Côte picarde (Jens Wallays) |
| 2015    | 6e         |           | |
| 2016    | 5e         |           | |
| 2017    | 2e         | 1         | Grand Prix Priessnitz spa (Bjorg Lambrecht) |
| 2018    | 10e        |           | |
| 2019    | 3e         |           | |
| 2020    | 7e         |           | |
| 2021    | 4e         | 1         | Championnat d'Europe sur route espoirs (Thibau Nys) |
| 2022    | 1re        | 3         | Championnat d'Europe du contre-la-montre espoirs (Alec Segaert) Course de la Paix-Grand Prix Jeseníky (Lennert Van Eetvelt) Tour de l'Avenir (Cian Uijtdebroeks) |
| 2023    | 7e         |           | |
| 2024    | 1re        | 1         | Championnat d'Europe du contre-la-montre espoirs (Alec Segaert)                                                                                                  |

### Championnats d'Europe espoirs
| Édition | Médaille | Coureur            | Épreuve                  |
| ------- | -------- | ------------------ | ------------------------ |
| 1998    | Argent   | Andy Vidts         | Course en ligne espoirs  |
| 2005    | Bronze   | Nick Ingels        | Course en ligne espoirs  |
| 2005    | Argent   | Dominique Cornu    | Contre-la-montre espoirs |
| 2006    | Bronze   | Dominique Cornu    | Contre-la-montre espoirs |
| 2009    | Or       | Kris Boeckmans     | Course en ligne espoirs  |
| 2013    | Or       | Sean De Bie        | Course en ligne espoirs  |
| 2013    | Or       | Victor Campenaerts | Contre-la-montre espoirs |
| 2016    | Argent   | Bjorg Lambrecht    | Course en ligne espoirs  |
| 2020    | Bronze   | Ilan Van Wilder    | Contre-la-montre espoirs |
| 2021    | Or       | Thibau Nys         | Course en ligne espoirs  |
| 2022    | Or       | Alec Segaert       | Contre-la-montre espoirs |
| 2023    | Or       | Alec Segaert       | Contre-la-montre espoirs |
| 2024    | Or       | Alec Segaert       | Contre-la-montre espoirs |